# Волков, Евгений Максимович
Евгений Максимович Волков (1920—1945) — гвардии старший лейтенант Рабоче-крестьянской Красной Армии, участник Великой Отечественной войны, Герой Советского Союза (1945).

## Биография
Евгений Волков родился в 1920 году в деревне Колесники (ныне — в Гагаринском районе Смоленской области) в крестьянской семье. Окончил неполную среднюю школу, затем Московский железнодорожный техникум по специальности «машинист паровоза». В 1940 году Волков был призван на службу в Рабоче-крестьянскую Красную Армию. Окончил Орловское бронетанковое училище, после чего служил в запасном учебном танковом полку. С мая 1943 года — на фронтах Великой Отечественной войны. Принимал участие в боях на Центральном, 1-м и 2-м Украинских, 1-м Белорусском фронтах. Участвовал в битве на Курской дуге, Черниговско-Припятской, Корсунь-Шевченковской, Уманско-Ботошанской, Люблин-Брестской, Варшавско-Познанской операциях. Прошёл путь от командира танкового взвода до заместителя командира 1-го танкового батальона 47-й гвардейской танковой бригады, 9-го гвардейского танкового корпуса, 2-й гвардейской танковой армии, 1-го Белорусского фронта. Отличился во время освобождения Польши.
15 января 1945 года Волков во главе передового отряда советских войск ворвался на юго-восточную окраину города Груец, завязал бой на городских улицах, лично уничтожив 2 бронемашины. К вечеру подошедшие подкрепления полностью очистили город. 16 января отряд Волкова с боем прошёл через весь город Мщонув, посеяв панику в рядах врага, который был вынужден отойти. 17 января отряд Волкова прорвался к северо-западной окраине города Жирардув. В завязавшемся бою Волков лично уничтожил 2 танка и 2 штурмовых орудия, но и сам получил смертельное ранение, от которого скончался на месте боя. Похоронен в Жирардуве.

## Награды
Указом Президиума Верховного Совета СССР от 27 февраля 1945 года за «мужество, отвагу и героизм, проявленные в борьбе с немецкими захватчиками» гвардии старший лейтенант Евгений Волков посмертно был удостоен высокого звания Героя Советского Союза. Также был награждён орденами Ленина, Отечественной войны 1-й и 2-й степеней.

## Память
- В честь Волкова названа улица в Гагарине.
- В селе Покров Гагаринского района установлена стела в память о герое[1].